# Малый рогатый жаворонок
Малый рогатый жаворонок (лат. Eremophila bilopha) — небольшая птица семейства жаворонковых, обитающая в Северной Африке, Саудовской Аравии и Западном Ираке. Ведет преимущественно оседлый образ жизни, но некоторые популяции зимой cдвигаются на юг.
Английское азвание птицы, Temminck's lark, дано в честь автора первоописания голландского натуралиста Конрада Якоба Темминка.

## Описание

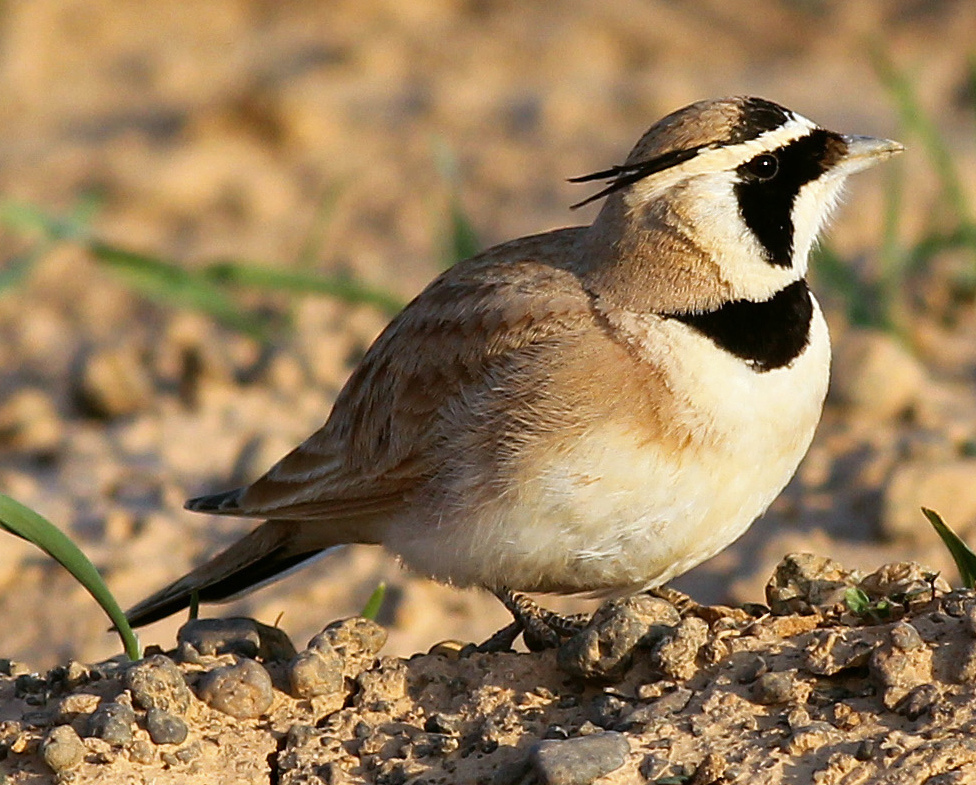
Иордания, 30 декабря 2014.

Длина тела составляет 14—15 см. Вес — от 22,8 до 38,4 грамм. Верхняя часть тела серовато-коричневая, нижняя часть — белёсая, на груди черная полоса.  Клюв рогового цвета, на конце становится черноватым. Ноги коричнево-чёрные. Радужка коричневая. На лице имеется характерная маска, на затылке — удлинённые чёрные перья, похожие на рожки.

## Распространение
Населяет открытые биотопы. Малый рогатый жаворонок распространён в Северной Африке и на Ближнем Востоке.

## Размножение
Гнездится на земле. Гнездо покрыто шерстью животных и иногда несколькими перьями. Малый рогатый жаворонок размножается с середины февраля по май, в зависимости от места обитания.
Кладка состоит из 2—4 яиц. Обе родительские птицы кормят птенцов. Птенцы остаются в гнезде от восьми до десяти дней.

## Питание
Питается в основном семенами, дополняя свой рацион насекомыми в сезон размножения.